# Окжетпес (село)
Окжетпе́с (каз. Оқжетпес) — село у складі Бурабайського району Акмолинської області Казахстану. Входить до складу Боровської селищної адміністрації.
Населення — 705 осіб (2021; 687 у 2009, 761 у 1999, 1071 у 1989).
Національний склад станом на 1989 рік:
- росіяни — 59 %.